# جارد س. مونتي
جارد س. مونتي (بالإنجليزية: Jared C. Monti)‏ هو جندي أمريكي، ولد في 20 سبتمبر 1975 في أبينغتون في الولايات المتحدة، وتوفي في 21 يونيو 2006 في ولاية نورستان في أفغانستان بسبب قتل في المعركة.